# 자나방상과
자나방상과는 나비목에 속하는 나방의 상과이다. 자나방과와 제비나방과 그리고 세마투라과(미넷(Minet)과 스코블(Scoble), 1999년)를 포함하고 있다. 일부 저자들이 단계통속인 아포프로고네스속(Apoprogones)을 별도의 자나방류 과인 아포프로고네스과(Apoprogonidae)로 분류하여 포함시켰지만, 이제는 세마투라과를 자나방상과에 포함시키고 있다.